# Óceáni hátság

Az óceánközépi hátság „működésének” sematikus ábrázolása

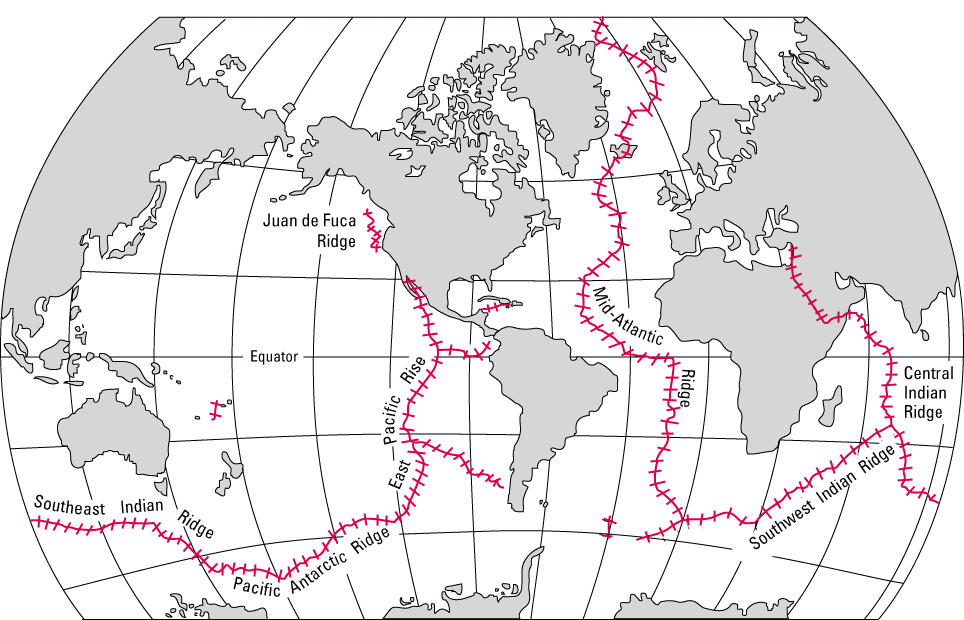
A világot átfogó óceánközépi hátság-rendszer

Az óceáni kéreg az óceáni hátságokban alakul ki, majd az óceáni árkokban bukik alá a földköpeny belsejébe

Az óceáni hátságok vagy óceánközépi hátságok az óceán fenekén fekvő, a lemeztektonika által formált hegyláncok. Létezésüket az 1950-es években fedezték fel. Ott alakulnak ki, ahol a litoszféra-lemezek távolodnak egymástól. Ezeken a helyeken a földköpeny anyaga feláramlik a felszínre, és gyarapítja az egymástól távolodó kéreglemezeket. Az óceáni hátságok rendszere az egész Földet behálózza, teljes hossza mintegy 80 000 kilométer. A rendszer nem folyamatos, szakaszai többnyire az óceánok medencéinek belsejében találhatók, de gyakran azok szélén haladnak, és helyenként a szárazföldeket is érintik. Összes területük a világóceán egyharmadát teszi ki.
A tektonikusan aktív óceáni hátságok hosszanti tengelyében általában árkok húzódnak a két gerinc között; ezekben tör fel a mélységi magma és keletkezik az új óceáni meder. Tengelyüket merőleges vetődések szabdalják fel, amelyekben gyakoriak a kis erősségű földrengések.
A legismertebb a Közép-Atlanti-hátság, amely az Atlanti-óceán tengelyében húzódik, követve az amerikai kettős kontinens valamint Európa és Afrika közötti középvonalat.

## Keletkezésük
A földköpeny konvekciós celláiban feláramló és a litoszféra alján szétterülő magma széttolja a litoszféralemezeket. Az ilyen, ún. divergens lemezszegélyek alatt a köpeny felboltozódik.
Az óceánközépi hátságokat rendkívül aktív magmatizmus jellemzi: ezekben tör felszínre a Föld jelenlegi vulkáni termékeinek kb. 85%-a (évente mintegy 18 km³ bazaltláva és 3 km³ tufa). A szétsodródás („spreading”) sebessége időben változó, és ennek a változásnak ciklikus összetevői is vannak. Mivel a szétsodródás nemcsak időben, de térben sem egyenletes, az eltérő sebességgel mozgó litoszféradarabok között ún. transzform vetők alakulnak ki.
A hátság középvonalában ún. hasadékvölgy húzódik, és ennek két oldalán magasodnak a vulkáni hegyláncok. Ha a szétsodródás lassú, valódi, mély hasadékvölgy jön létre, és ebben 1–4 km átmérőjű, pár száz méter magas pajzsvulkánokat találhatunk. Ha a szétsodródás sebessége közepes, a hasadékvölgy laposabb, a belső vulkánok pedig hosszúkásak, és csak pár tucat méter magasak. Ha a szétsodródás gyors, a hasadékvölgy jóformán ki sem alakul, és önálló vulkánok helyett inkább tömeges lávalepleket találhatunk.
A hátságok anyagát MORB bazaltnak (Middle-Oceanic Ridge Basalt) nevezzük. Ennek legfőbb jellemzője az ún. kompatibilis elemek (vas, magnézium, króm, nikkel) egyéb bazaltokénál nagyobb, a szilícium, az alkálifémek és egyéb inkompatibilis elemek (U, Th, Ta, Se) viszonylag alacsony részaránya. 143Nd/144Nd arányuk nagy, 87Sr/86Sr arányuk kicsi; bennük a Fe/Mg arány a szilíciumtartalommal együtt nő.
Az óceáni hátságoknak több típusa van. A gyorsan szétnyíló hátság kilométeresnél is alacsonyabb kiemelkedés, amelyben hevesen áramlik fel a magma, az óceán új fenekét alakítva ki. A lassan szétnyíló hátság másfél kilométeresnél is mélyebbre szétnyíló hasadék, amelyen bizonyos távolságonként vulkánok lövellik fel a magmát.
A távoli déli óceánokon és az Antarktisz jege alatt egy harmadik típust is felfedeztek, amelyet ultra-lassan szétnyíló hátságnak neveztek el. Az óceáni hátságok teljes hosszának több mint a harmadát ezek teszik ki. Ezekben a hasadékokban a köpenyből a peridotit nevű szilárd kőzet emelkedik a felszínre. A hasadék vonalán csak nagyobb távolságokon ülnek vulkánok.
Az ultra-lassan szétnyíló hátságoknál ritkák és kis energiájúak a földrengések.
A geológusok szerint az óceáni hátságok fajtája a földköpeny különböző hőmérsékletével magyarázható. A gyorsan szétnyíló hátságoknál a földköpeny nagyon forró, a lassan szétnyílóknál kevésbé.